# Actiu corrent
L'actiu corrent o actiu circulant correspon a un actiu que es pot vendre ràpidament a un preu predictible. El constituïxen aquells grups de comptes que representen béns i drets, fàcil de convertir-se en diners o de consumir-se en el pròxim cicle normal d'operacions de les empreses. Com a exemple: clients, comptes a cobrar, inventari, o pagaments anticipats.